# Herren von Losenstein

Wappen derer von Losenstein, Schild in Blau mit goldenem „Losensteiner Panther“

Die Herren von Losenstein (auch Losensteiner, Freiherren von Losenstein) waren ein Adelsgeschlecht mit Stammburg Losenstein in Losenstein (Oberösterreich), die sich auch in Niederösterreich, Bayern und Nordböhmen verzweigten und zu den Apostelgeschlechtern Österreichs zählen. Die Losensteiner wurden zu Freiherren erhoben, 1629 zu Grafen und 1690 in den Fürstenstand erhöht, bevor es 1692 in männlicher Linie ausgestorben ist.

## Geschichte

### Ursprung
Gegründet wurde das Geschlecht von dem Ministeriale Dietmar von Steyr. Dieser wurde nach dem Tod des letzten Babenbergers in Mannesstamm Friedrich II. Machthaber der landesfürstlichen Herrschaft Steyr. 1252 schloss er mit dem neuen Landesfürsten Ottokar II. von Böhmen einen Vergleich ab, indem er die Herrschaft Steyr abgab und als Abgeltung das Burglehen Losenstein bekam. Ab diesem Zeitpunkt nannten sich Dietmar und seine Nachkommen „von Losenstein“.

### Besitztümer
Die Losensteiner zählten ca. 30 Burgen, Schlösser und Palais im Laufe der Zeit und mit teils raschen Besitzwechseln. Aus all diesen Burgen sind im Besonderen die drei Hauptburgen Gschwendt, Schallaburg und Schloss Losensteinleithen sowie die Stammburg Losenstein zu nennen. Neben den Burgen in Österreich zählten auch vier in Bayern und eine in Nordböhmen zum Besitz. Die Losenteiner wurden auch oft „Habsburger im Kleinen“ genannt, weil sie viele ihrer Güter, Ländereien und Burgen durch Heirat oder Erbschaft erlangten. Nachdem die Losensteiner 1450 die Schallaburg erbten, wurde unter Christoph II. von Losenstein ab 1540 ein dreiflügeliger Renaissancetrakt errichtet. Im nahen Loosdorf gründete Hans Wilhelm von Losenstein die „Hohe Schule Loosdorf“ für die protestantische Jugend, dadurch wurde die Schallaburg im 16. Jahrhundert zum Zentrum der Protestanten in Niederösterreich.

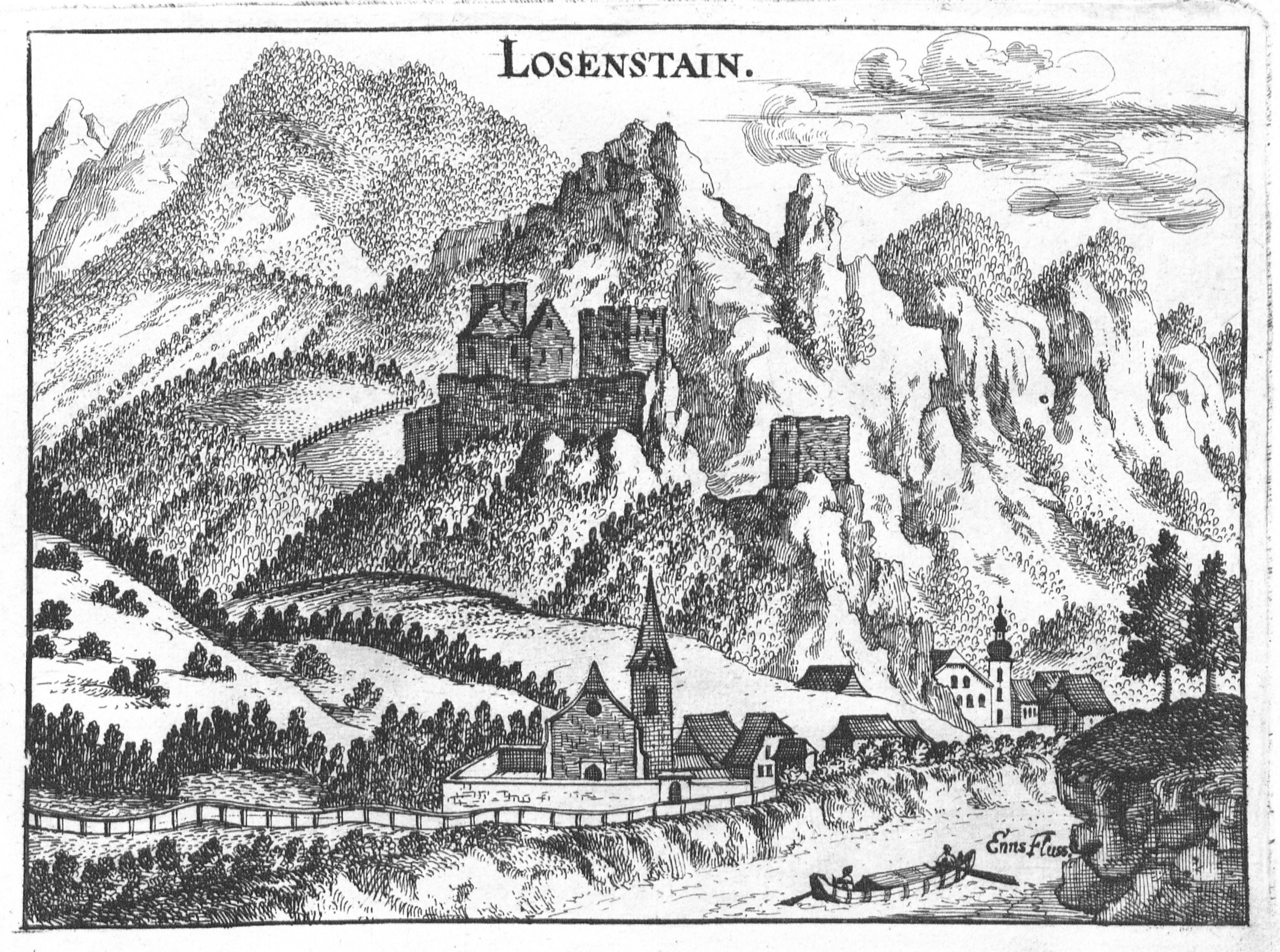
Burg Losenstein um 1674
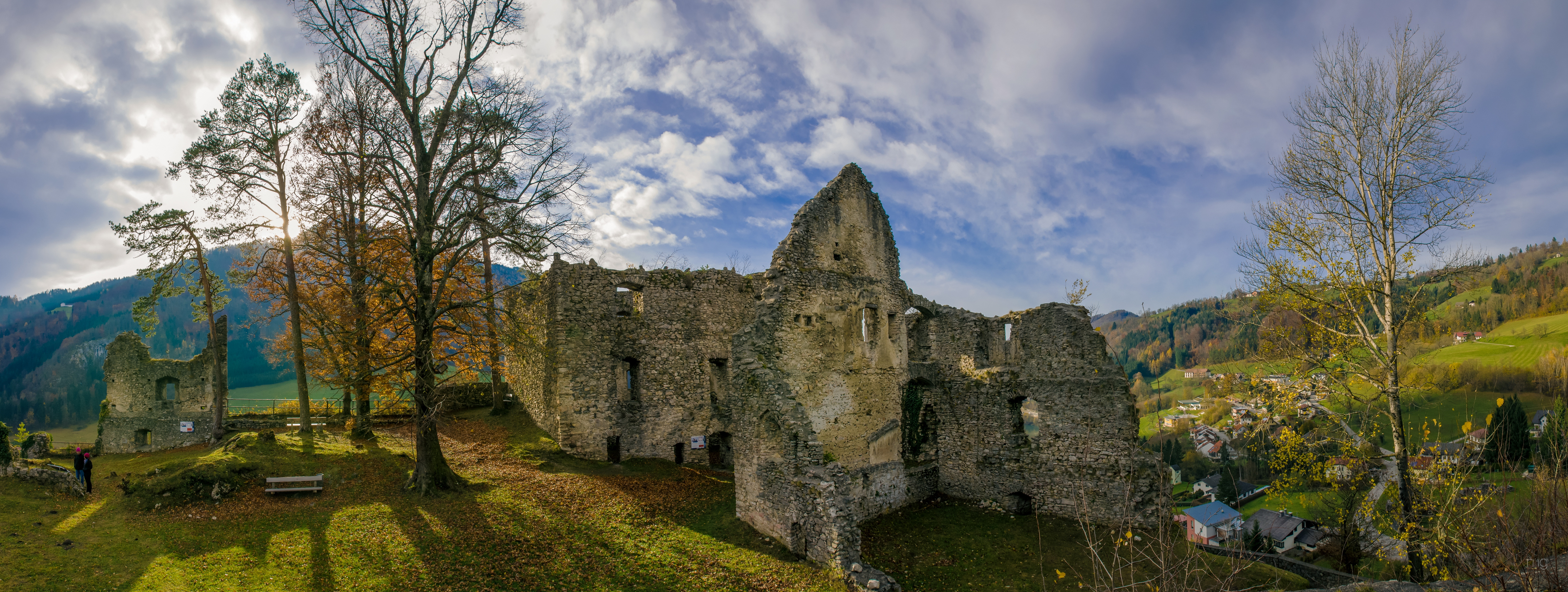
Burg Losenstein, heute Burgruine, einstiger Stammsitz derer von Losenstein
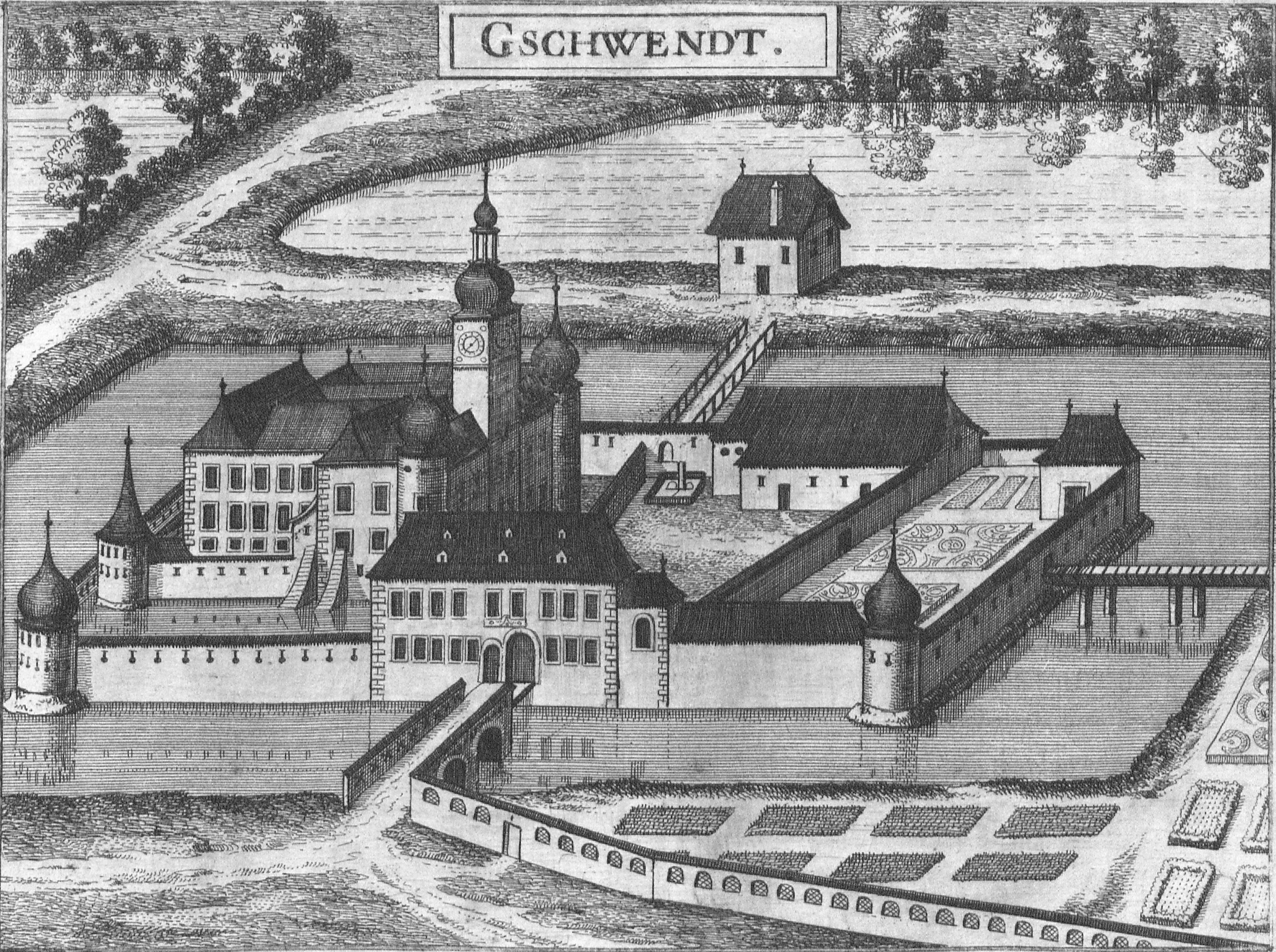
Schloss Gschwendt 1674
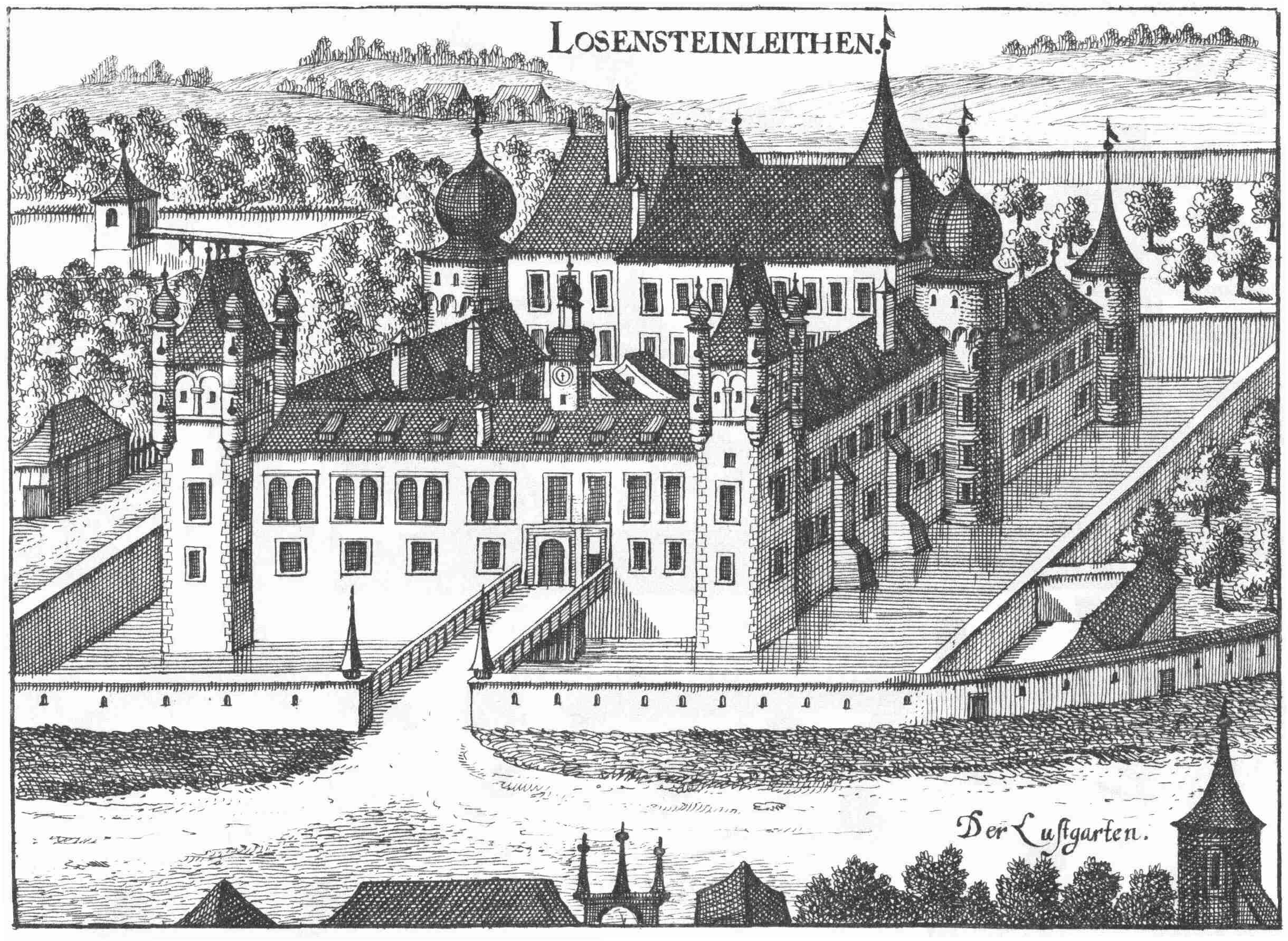
Schloss Losensteinleithen 1674
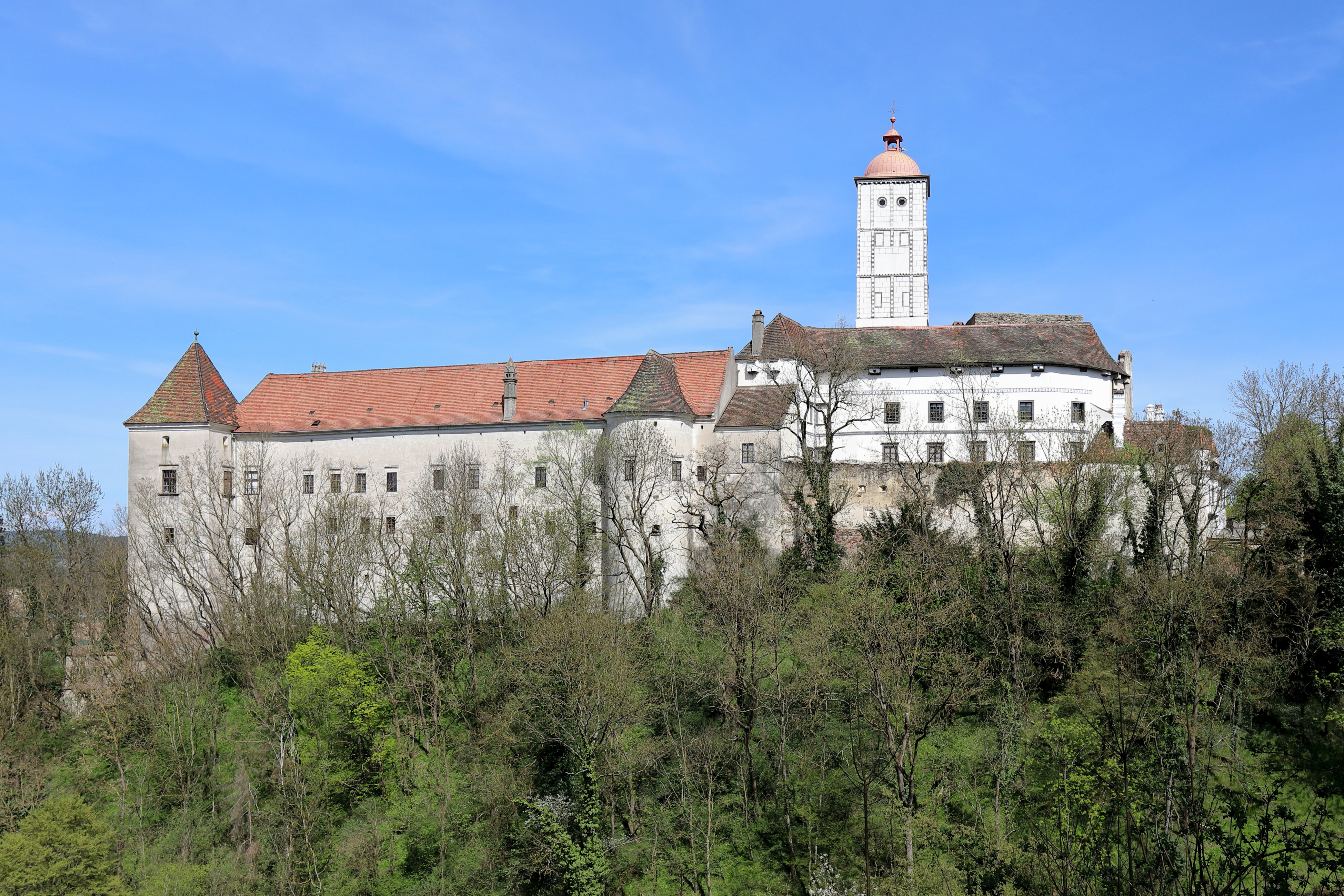
Schallaburg

### Nobilitierungen und Dynastische Ehen
Die Losensteiner wurden in den Freiherrenstand erhoben. 1629 erfolgte ihre Erhebung in den Grafenstand und zwar aufgrund ihres Gesuchs an  Kaiser Maximilian II. um "Restituierung und Wiedererhebung in den alten Grafenstand der Grafen von Steyr". 1690 wurde das letzte Familienmitglied Franz Anton von Losenstein durch Kaiser Leopold I. In den Fürstenstand erhoben.
Das Adelsgeschlecht derer von Losenstein ist mit den Familien von Traun, Liechtenstein, Starhemberg, Stubenberg und Zelcking durch frühere Eheschließungen verwandt.

## Namensträger

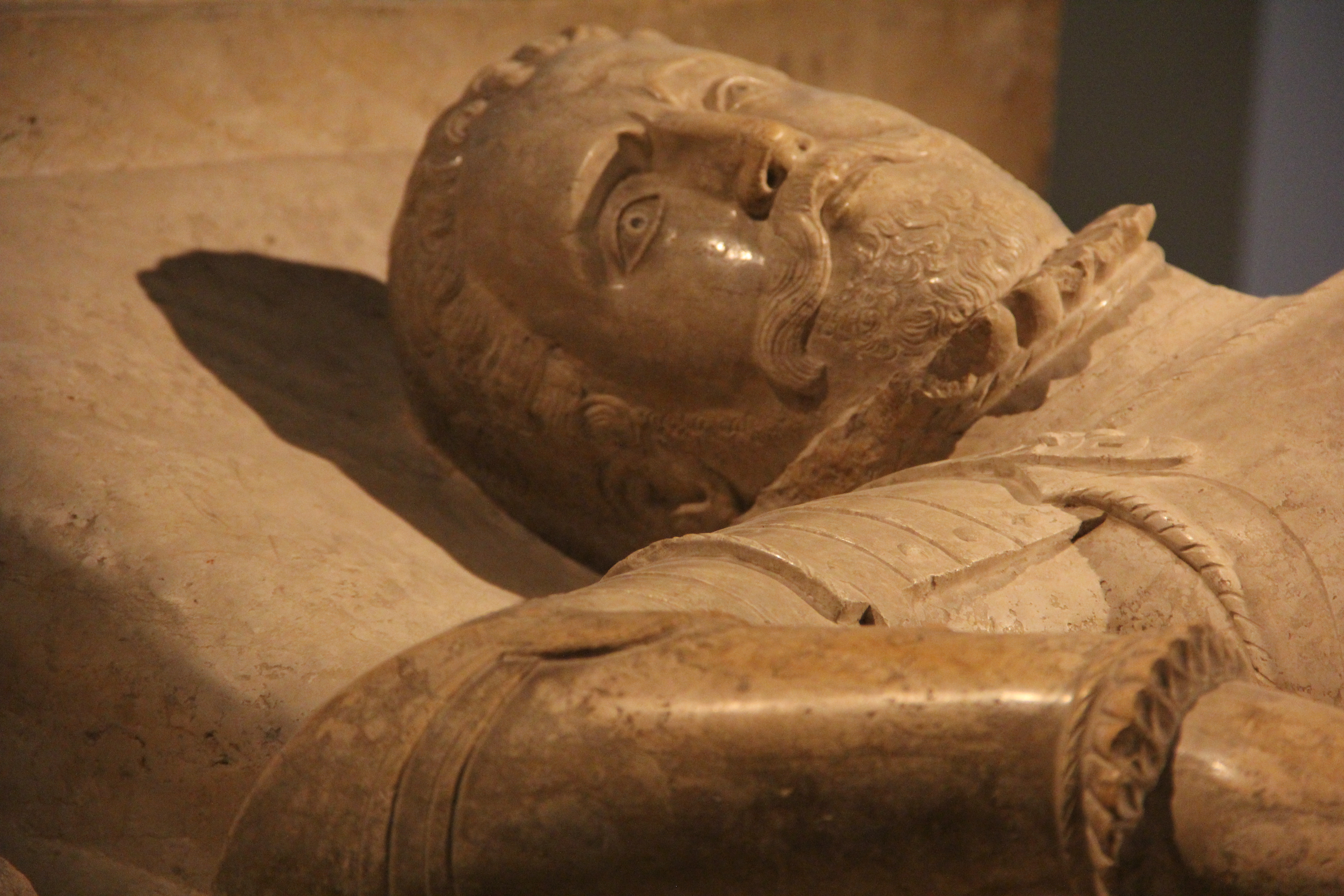
Hochgrab des Hans Wilhelm von Losenstein in der Kapelle der Schallaburg (1587), Niederösterreich

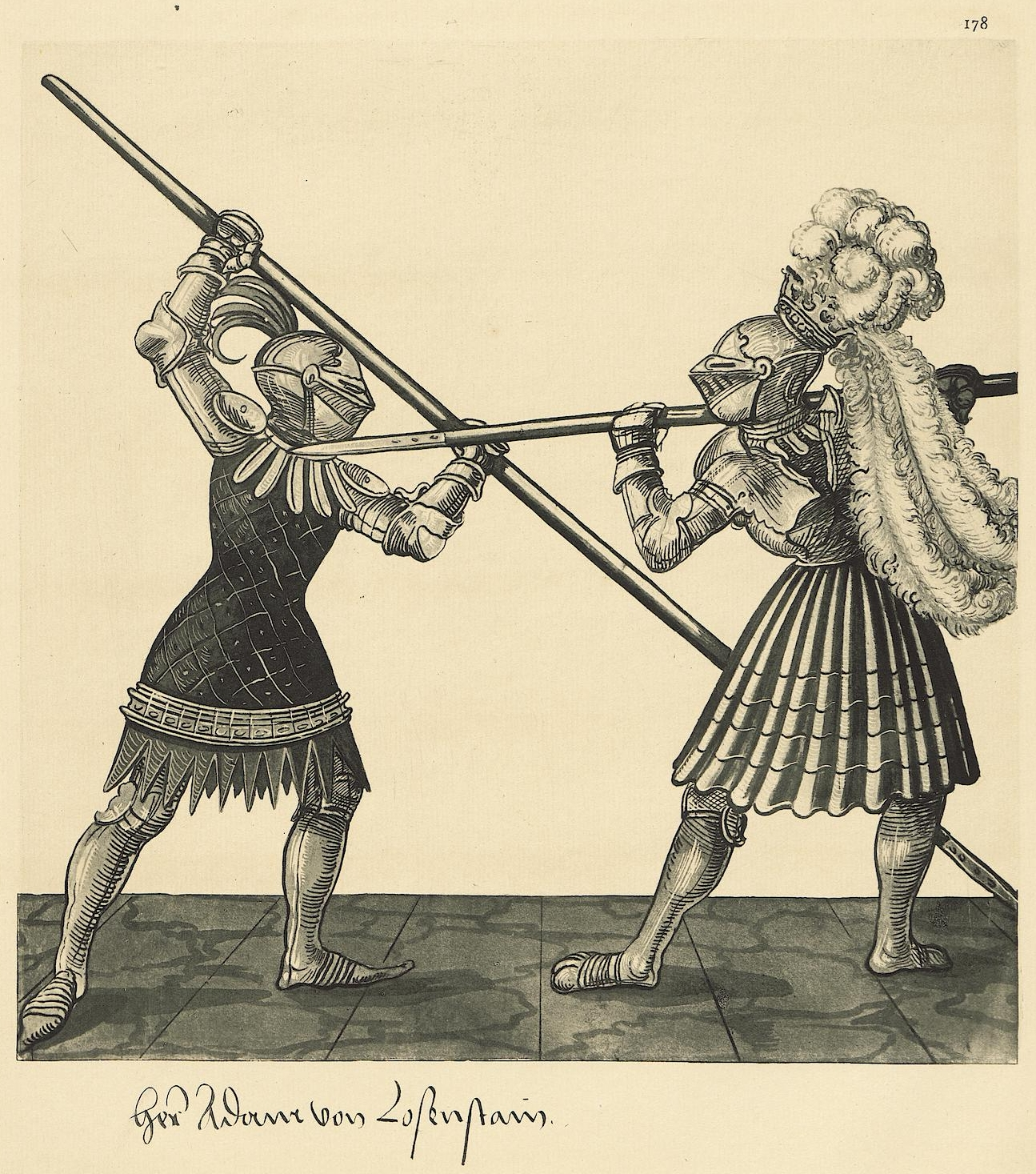
Herr Adam von Losenstein, Freydal, Tafel 178, zwischen 1512 und 1515, Reproduktion 1882

Ausgewählte Vertreter der Familie der Losensteiner:
- Dietmar von Steyr (später von Losenstein), erst Machthaber der landesfürstlichen Herrschaft Steyr, ab 1252 Burglehensherr von Losenstein
- Johannis de Losenstain (Johannes von Losenstein) (* ?; † ?), 1313 mit dem charakteristischen Panther im Wappen der Losensteiner
- Bernhard I. von Losenstein (um 1368–1434): ⚭ Anna von Zelking
- Berthold I. von Losenstein (Perchtold von Losenstein) (um 1295–1355)
- Reichildis von Losenstein (um 1305–um 1325): Tochter von Gundaker II.
- Gundacker IV. von Losenstein (um 1315–1370), 1348–1370 Stadtpfarrer von Linz
- Berthold II. von Losenstein (um 1320–1390), Stadtpfarrer von Salzburg
- Florian I. von Losenstein zu Garsten (um 1410–1452): Urenkel von Gundaker II., 1453 von Kaiser Friedrich III. auf der Tiberbrücke in Rom zum Ritter geschlagen
- Georg von Losenstein (um 1440–1509), 1491–1494 Landeshauptmann der Steiermark, 1494–1501 Landeshauptmann in Österreich ob der Enns
- Adam von Losenstein (um 1470–1510)
- Sebastian von Losenstein († 1540), Gewinner des 1521 in Linz abgehaltenen Losensteiner Turniers
- Dietmar V. von Losenstein (um 1510–1577), 1571/73–1577 Landeshauptmann in Österreich ob der Enns
- Christoph II. von Losenstein (1525–1558), Hauptmann der Leibgarde von Kaiser Maximilian II., Reichshofrat von Kaiser Ferdinand I.
- Hans Wilhelm von Losenstein (1542–1601) gründete die Hohe Schule Loosdorf und baute die Schallaburg zum Renaissance-Schloss um.
- Georg Achaz I. von Losenstein (1545–1597) ließ das Wasserschloss Losensteinleithen in den 1560er-Jahren im Renaissance-Stil umbauen.
- Wolf Siegmund von Losenstein (1567–1626), Reichshofmarschall von Kaiser Matthias und Kaiser Ferdinand II.
- Georg Christoph II. von Losenstein (1589–1622)
- Georg Achaz von Losenstein (1597–1653), Träger des Goldenen Vlies, 1629 Erhebung in den Grafenstand
- Franz Anton von Losenstein (1642–1692), Bischof und letztes, überlebendes männliches Mitglied, 1690 Erhebung in den Fürstenstand
- Franz Adam von Losenstein (um 1660–1685), verstorben bei einem Duell im Zuge der Eroberung von Nové Zámky

## Wappen
Blasonierung: Das Wappen nach Wappenmehrung zeigt ein gevierteltes Schild; Feld 1 und 4 zeigen einen goldenen Panther auf blauem Grund (der Losensteiner Panther), Feld 2 und 3 einen geteilten Löwen (als Zeichen derer von Zelcking); links oben die Helmzier derer von Losenstein, rechts oben jenes derer von Zelcking.
Wappengeschichte: Das Wappen stellt als Allianzwappen den Bund der Losensteiner und Zelckinger Familien nach der Hochzeit des Bernhard I. von Losenstein mit Anna von Zelcking. Durch Anna kann die Schallaburg zu den Losensteinern. Dieses Wappen wurde seitdem von vielen Nachkommen des Bernhard von Losenstein geführt. Die Entwicklung des Wappens beginnt nachweislich mit einer Urkunde der Benediktinerabtei St. Blasius zu Admont vom 12. September 1293 mit Gundakar III. Diese zeigt einen wachsenden Panther im geteilten Schild auf der oberen Hälfte, am 1. März 1313 wird diese Wappenfigur im Wappen des "Johannis de Losenstain" ganz dargestellt (Archiv von Stift Lambach, Urkunde Nr. 153). Das Wappen von Berthold I. von Losenstein (*?; † 1355) (Grabmal, Losensteiner Kapelle, Garsten) zeigt zunächst einen Panther, darüber als Kleinod ein Hörnerpaar samt Ohren. Das Wappen des Dietmar III. von Losenstein (Wiener Minoriten–Nekrolog) zeigt den Schild in Blau mit silbernen Panther. Das Wappen der Reichildis von Losenstein, einer Tochter Gundakers II. (Wiener Minoriten–Nekrolog) zeigt den Schild wie zuvor, aber mit eine[m] goldenen, punktierten, und aus Rachen und Nüstern Flammen sprühenden Panther. Das Wappen des Florians I. von Losenstein zu Garsten (Grabmal) zeigt den Schild wie zuvor, aber als Kleinod ein Hörnerpaar mit Ohren und dazwischen den wachsenden Panther. Sein Urgroßvater Gundaker II. soll schon ab ca. 1330 diesen gehörnten und Flammen sprühenden Panther im Wappen geführt haben.

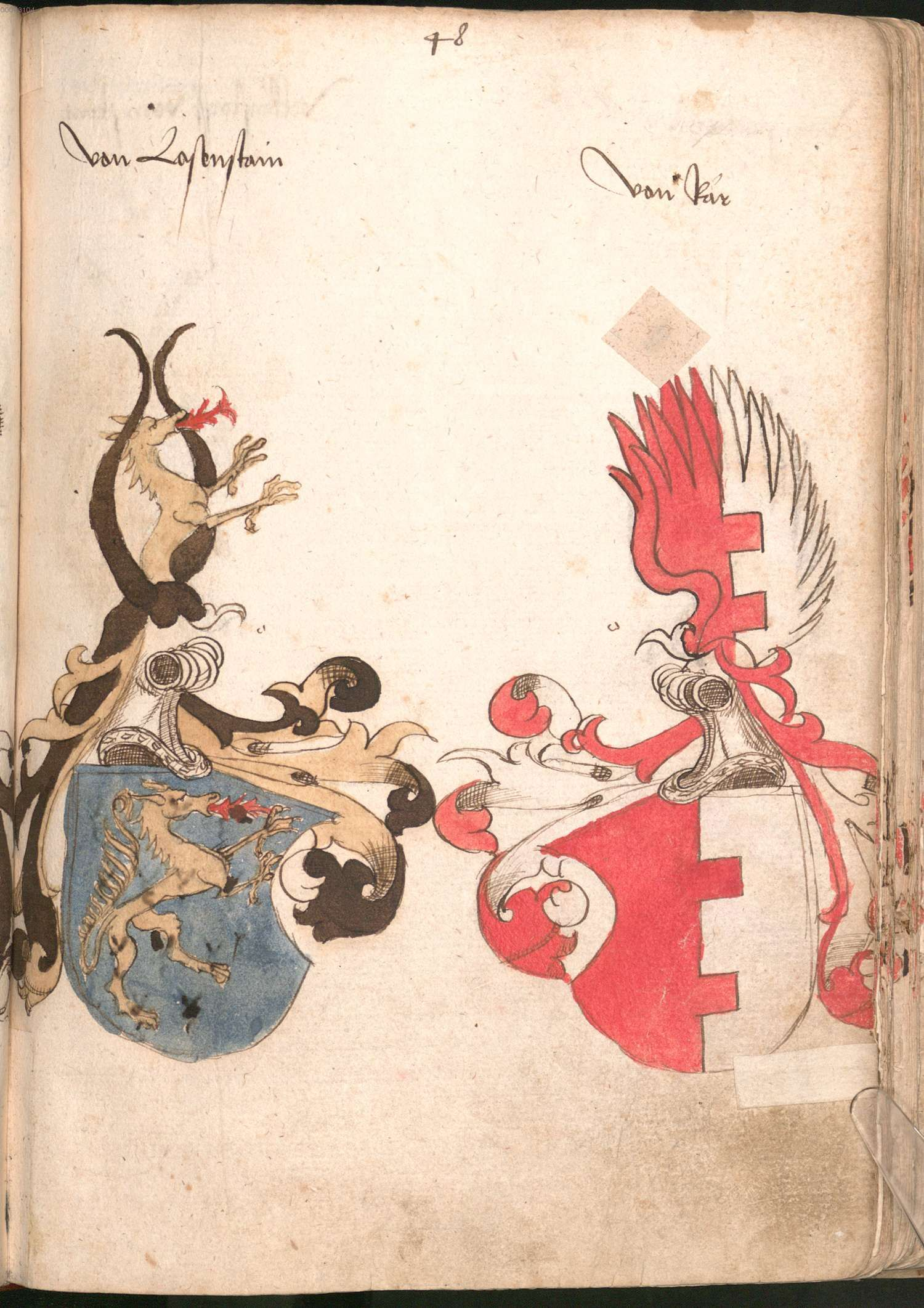
Losensteiner Wappen, „Wernigeroder (Schaffhausensches) Wappenbuch“; Süddeutschland 4. Viertel 15. Jh.
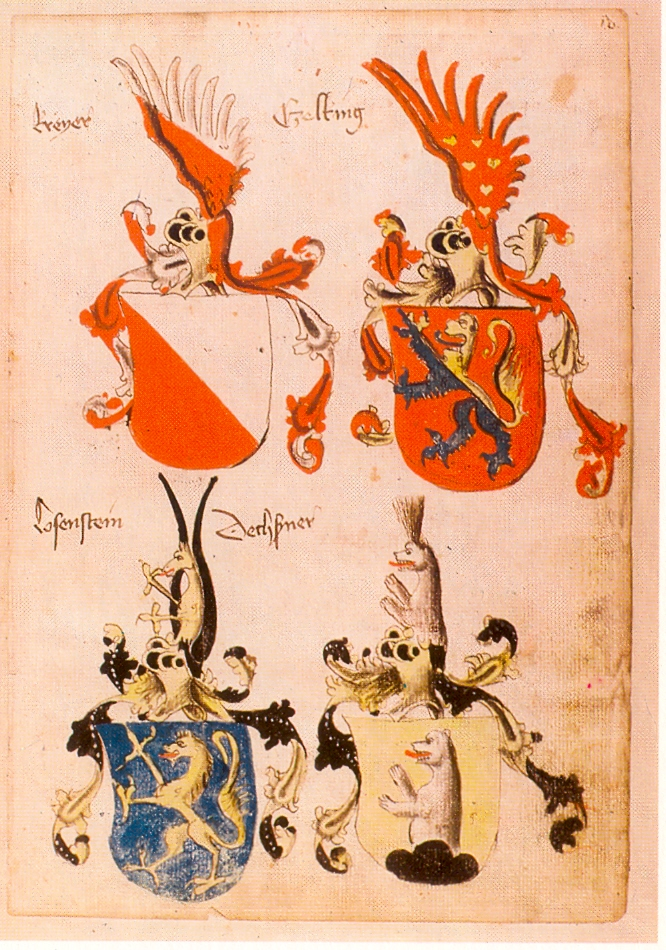
Ingeram-Codex der ehemaligen Bibliothek Cotta, u. a. mit Wappen derer von Losenstein
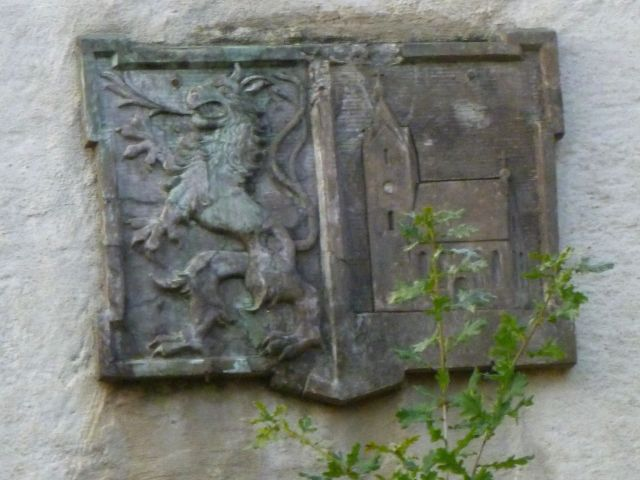
Schloss Weidenholz mit Wappentier des Georg Achaz von Losenstein
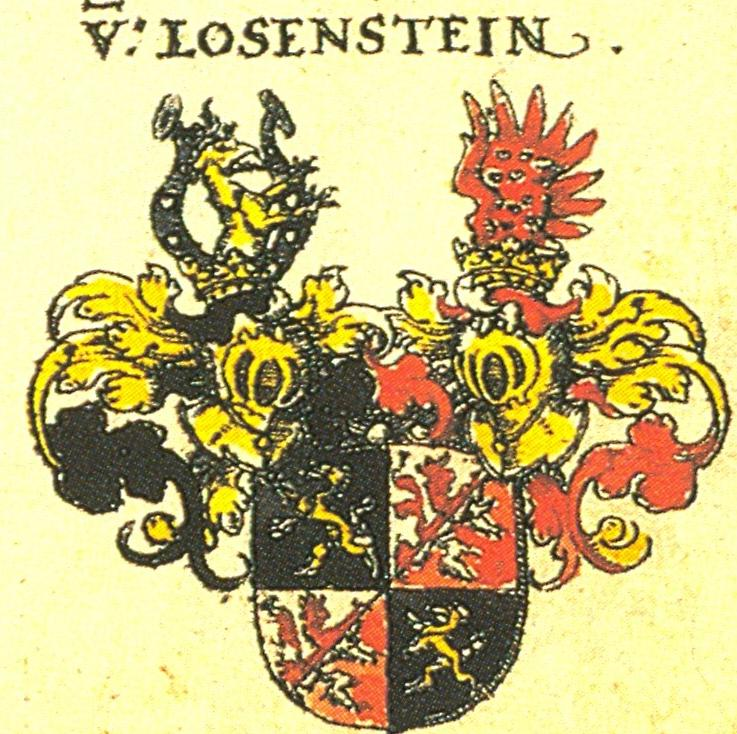
Germehrtes Wappen der Freiherrn von Losenstein (Allianzwappen mit deren von Zelcking), nach Siebmacher, Band 3
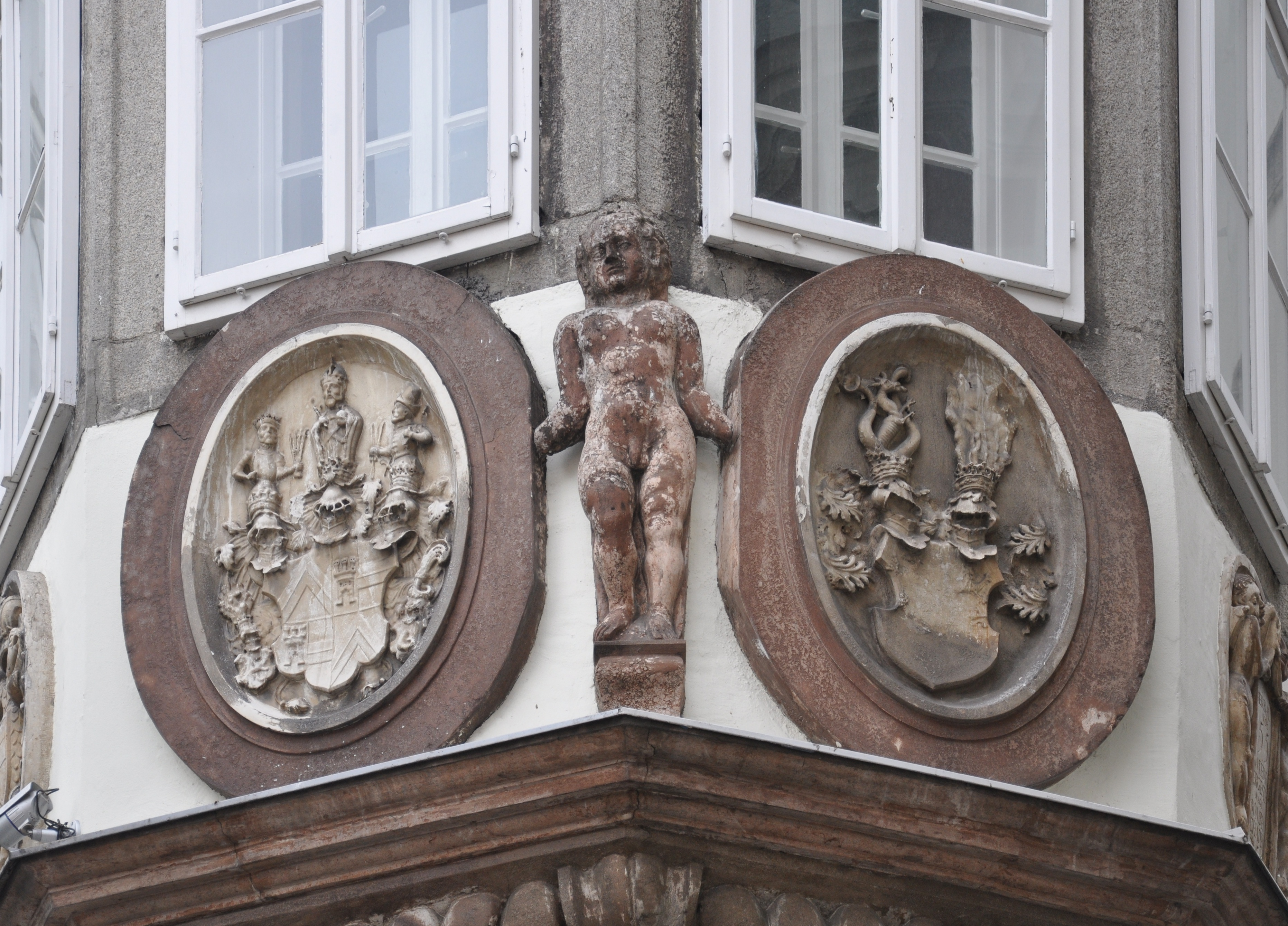
Linz, Losensteiner Freihaus, Erker: optisch links, Gemehrtes Wappen derer von Losenstein, optisch rechts jenes der verschwägerten Familie Herberstein (Adelsgeschlecht)

## Würdigung
- 1945 wurde die Losensteinerstraße in Linz nach dem Adelsgeschlecht benannt.[5]